# Velika uskrsna jaja
Velika uskrsna jaja projekt je Turističke zajednice Koprivničko-križevačke županije.

## Uskrs i tradicija ukrašavanja pisanica u Hrvatskoj
Tradicijski hrvatski, uskrsni običaj je bojanje uskrsnih jaja pisanica i međusobno darivanje tim pisanicama. Na proljeće perad počinje nesti jaja koja u sebi skrivaju životnu snagu, a rođenje malog pilića iz jajeta simbolizira izlazak Isusa Krista iz groba, uskrsnuće i život vječni.
Oslikavanje pisanica raznim tehnikama, u Koprivničko-križevačkoj županiji ima dugu tradiciju, a od 2008. godine ima status hrvatskog kulturnog nematerijalnog dobra. Najpoznatiji majstori oslikavanja jaja su iz Molvi i Podravskih Sesveta.

## Velika uskrsna jaja – pisanice
Turistička zajednica Koprivničko-križevačke županije je, kao prva u Hrvatskoj,  pokrenula projekt izrade velikih uskrsnih jaja oslikanih u maniri naive. Slikari naivci članovi Udruge hlebinskih slikara i kipara, Udruge "Molvarski likovni krug" i Likovne sekcije "Podravka 72" udahnuli su životnost i prepoznatljivost svakodnevice i tradicije podravskog kraja.
U suradnji s Hrvatskom turističkom zajednicom velika uskrsna jaja, koja šire radosti Uskrsa, krasit će trgove gradova i mjesta u Hrvatskoj i u inozemstvu.  Stanovnici i posjetitelji Madrida, Budimpešte, Bratislave, Klagenfurta, Zagreba, Varaždina (Varaždinska biskupija), Koprivnice, Đurđevca, Križevaca, Molvi, uživat će u njihovoj ljepoti i atraktivnosti.